# Sylvia Earle
Sylvia Alice Earle (født Reade; født 30. august 1935 i Gibbstown, USA) er en amerikansk marinbiolog, forfatter og opdagelsesrejsende. Siden 1998 har hun været 'explorer-in-residence' hos National Geographic. Earle var den første kvindelige hovedforsker ved U.S. National Oceanic and Atmospheric Administration og Time Magazines første 'Hero of the Planet' i 1998. Hun er medlem af gruppen 'Ocean Elders', som arbejder for at beskytte havet og dets liv. 
Earle har ledet over 50 ekspeditioner og dykket undervand i over 7000 timer. Hun var kaptajn på det første kvindelige hold, der boede under vandet i 1970, og satte rekorden som den dybeste løsgående dykker ved 381 m under overfladen i Stillehavet i september 1979.

## Tidlige liv og uddannelse
Earle er nummer to af en søskenderække på tre og datter af Lewis Reade Earle og Alice Freas Richie. Hun voksede op på en lille gård ved Camden, New Jersey. Da hun var 12, flyttede familien til Dunedin, Florida, hvor Earle i en tidlig alder begyndte at undersøge livet i det nærliggende hav. Earle lærte senere hen at dykke i SCUBA-udstyr på University of Florida, hvorfra hun fik en grad i botanik i 1955. Hun studerede videre på Duke University i 1956 og publicerede sin ph.d.-afhandling om alger i Den Mexicanske Golf i 1969.

## Karriere
Efter sin uddannelse arbejde Earle med forskning og banebrydende oceanografisk udforskning. Fra 1967 var hun forsker på Harvard University, og i 1968 opdagede hun undervands sandbanker ved Bahamas kyst. Hendes forskning har dækket vidt bl.a. i havet omkring Galápagosøerne, Kina og Bahamas. I 70'erne arbejdede hun med National Geographic Society for at lave en del bøger og film om havets liv. I 1979 blev hun kurator i alger på California Academy of Sciences.